# Stéphane Van Der Heyden
Stéphane Van Der Heyden (3 de juliol de 1969) és un exfutbolista belga.

## Selecció de Bèlgica
Va formar part de l'equip belga a la Copa del Món de 1994.